# Pfizer
Pfizer Inc. (Aussprache: [ˈfaɪzəɹ]) ist ein US-amerikanischer, international aufgestellter und börsennotierter Pharma- und Biotechnologiekonzern mit Hauptsitz in New York. Pfizer war 2024 mit 63,6 Mrd. USD – nach Roche und Merck & Co. – das drittgrößte Pharmaunternehmen der Welt. Während Pfizer im Jahr 2022 noch circa 100 Milliarden US-Dollar Umsatz machte, sind die Zahlen 2023 – bei gleichen Mitarbeiterzahlen – deutlich auf circa 58 Milliarden US-Dollar Umsatz (−42 %) gesunken. Der Rückgang ist in erster Linie auf die beiden COVID-19-Präparate Comirnaty und Paxlovid zurückzuführen. Das Unternehmen bleibt eines der umsatzstärksten Pharmaunternehmen der Welt. Das Kerngeschäft des Konzerns ist das Erforschen, Entwickeln, Produzieren und Vertreiben von verschreibungspflichtigen Arzneimitteln. Dabei ist es aktuell besonders auf Seltene Krankheiten, die Innere Medizin, Entzündungskrankheiten, die Immunologie, Impfstoffe, die Onkologie und Antiinfektiva fokussiert.
Daneben entwickelt das Unternehmen auch Medikamente für zahlreiche weitere medizinische Fachgebiete, produziert Nahrungsergänzungsmittel und hat mit GlaxoSmithKline und Shionogi ein Joint Venture im Bereich HIV namens ViiV Healthcare, das auf dem Markt zu den führenden gehört. Zuvor war Pfizer bis 2013 jahrzehntelang über seine ehemalige Tochterfirma Zoetis auch im Bereich Tierarzneimittel tätig und war dort Marktführer. Vor dessen Verkauf brachte Pfizer Zoetis an die New Yorker Börse, was damals der größte Börsengang seit Facebook war.
Neben seinem Sitz in New York, zehn Produktionsstätten, zwei Distributionszentren sowie zahlreichen Distributoren in den USA hat der Konzern weltweit 69 Niederlassungen, über 35 weitere Produktionswerke, 11 Distributionen und über 300 Zulieferer, wodurch über 130 Pfizer-Produkte in mehr als 180 Ländern erhältlich sind. Die Deutschlandzentrale befindet sich in Berlin, die für Österreich in Wien und die der Schweiz in Zürich.
Pfizer ist seit 1942 an der New Yorker Börse gelistet und war von 2004 bis 2020 Bestandteil des Dow-Jones-Index, ist aktuell Teil des S&P 100 sowie S&P 500, und wird auf der Liste der Fortune 500, Forbes Global 2000 und Fortune Global 500 geführt. Das Unternehmen kam Ende 2023 auf einen Börsenwert von 164,36 Milliarden US-Dollar, womit Pfizer zu den wertvollsten Unternehmen der Welt gehört.
Seit 2020 steht der Konzern wegen seines COVID-19-Impfstoffs namens Tozinameran, der mit BioNTech und Fosun entwickelt wurde, im Blickpunkt der Weltöffentlichkeit; damit ist das Unternehmen derzeit einer der weltweit führenden Produzenten eines Impfstoffes gegen COVID-19. Besonders der Verkauf von Tozinameran bescherte dem Unternehmen 2022 einen Rekordumsatz und brachte Pfizer ab 2021 zurück an die Spitze der Pharmawelt.

## Geschichte
Das Unternehmen wurde von Charles Pfizer
(eigentlich Karl Pfizer, [ˈpfɪtsɐ]) und dessen Cousin Charles F. Erhart aus Ludwigsburg als Charles Pfizer & Company 1849 in Brooklyn, New York, gegründet. Das erste Produkt war Santonin, ein Mittel gegen Parasiten. Die Firma war sehr erfolgreich und erweiterte sich in den folgenden Jahren um weitere Produktionsstätten, Verwaltungs- und Lagerhäuser in New York. 1951 wurden weltweit neue Werke aufgebaut; unter anderem in Belgien, Brasilien, Puerto Rico, Kanada, Kuba und England. 1952 folgte Pfizer mit dem Aufbau einer Agrarsparte und spezialisierte sich ab 1953 durch Übernahme der J. B. Roerig & Co. auf Nahrungsergänzungsmittel. 1971 erfolgte die Übernahme des deutschen Pharmaherstellers Heinrich Mack in Illertissen.
1996 wurden neue Antibiotika an Kindern in Nigeria während einer schweren Meningitis-Epidemie getestet, ohne dass hierfür ausreichende Genehmigungen vorlagen; elf von ihnen starben. Pfizer wurde nach dem Bekanntwerden in New York 2007 von der nigerianischen Provinz Kano verklagt. Die außergerichtliche Einigung 2009 wurde von den Familien der Opfer wegen der Gentests, mit denen ermittelt werden sollte, wer Anspruch auf Entschädigung hat, abgelehnt. Nachdem der Oberste Gerichtshof der Vereinigten Staaten im Juni 2010 einen Einspruch von Pfizer abwies, wurde der Weg für einen Prozess in den Vereinigten Staaten frei.
1999 hatte Pfizer zum 150-jährigen Firmenjubiläum einen Umsatz von 16,2 Milliarden US-Dollar und 46.000 Beschäftigte auf der Payroll. Sieben Medikamente brachten einen Umsatz von je mehr als einer Milliarde US-Dollar pro Jahr, darunter die Potenzpille Viagra und der Cholesterin-Hemmer Lipitor. 2000 übernahm Pfizer in einer der bis dahin größten Unternehmensübernahmen der Geschichte den Mitbewerber Warner-Lambert für 90 Milliarden US-Dollar. Pfizer wurde dadurch zum größten Pharmakonzern der USA, und dem damals zweitgrößten weltweit nach GlaxoSmithKline. Teil des Deals war auch der Fertigungsstandort Gödecke in Freiburg. Mit 87.000 Mitarbeitenden, die 28 Mrd. US-Dollar umsetzten, bemaß sich das Forschungsbudget auf 4,7 Mrd. US-Dollar, der Börsenwert auf 230 Mrd. US-Dollar. Der Anteil der Pfizer-Aktonäre am neuen Unternehmen betrug 61 %, derjenige der Warner-Lambert Inhaber 39 %. Die Aquaristiksparte wurde 2002 durch den Verkauf von Tetra abgestoßen. Nach weiteren Übernahmen wurde Pfizer zum weltgrößten Pharmaunternehmen, bis es 2012 von Novartis an der Spitze abgelöst wurde. Nach der Übernahme von Pharmacia 2003 wurde 2006 die Consumersparte an Johnson & Johnson verkauft.
Zur Einsparung von bis zu 1,5 Milliarden Euro wurde am 21. Januar 2007 der Abbau von 10.000 Arbeitsplätzen angekündigt. Am 7. Juni 2008 folgte die Ankündigung der Verlegung der Deutschlandzentrale von Karlsruhe nach Berlin.
Es folgten weitere Übernahmen (2009: Wyeth, 2010: Whitehall-Much, 2015: Hospira), Verkäufe (2012: die Babynahrungssparte an den Nestlé-Konzern, 2013: die Tiergesundheitssparte (seither Zoetis)) und die Gründung eines Joint-Ventures für HIV-Medizin mit GlaxoSmithKline 2009.
Im November 2015 kündigten Pfizer und Allergan ihren Zusammenschluss zur Pfizer plc mit neuem Hauptsitz in der steuerlich deutlich günstigeren irischen Hauptstadt Dublin an (tax inversion). Pfizer sollte für die Übernahme durch die kleinere Allergan (reverse takeover) im Wege eines Aktientauschs rund 160 Milliarden Dollar zahlen, was die bis dahin größte Übernahme in der Geschichte der Pharmabranche dargestellt hätte. Mit einem Umsatz von dann 60 Milliarden Dollar wäre Pfizer wieder der größte Arzneimittelhersteller der Welt geworden. Im April 2016 gab Pfizer jedoch bekannt, dass man die beabsichtigte Fusion aufgrund stark verschärfter US-Steuergesetze doch nicht weiterverfolge. Obwohl die ursprünglichen Vereinbarungen für diesen Fall eine Vertragsstrafe von 400 Millionen USD vorsahen, einigte man sich auf eine Zahlung von 150 Millionen USD von Pfizer an Allergan. Weil Pfizer ein Epilepsie-Medikament in Großbritannien 2600 % zu teuer verkauft hatte, wurde der Konzern 2016 zu einer Strafe von 100 Millionen Euro verurteilt. Pfizer kündigte an, gegen das Urteil Berufung einzulegen.
Während der COVID-19-Pandemie startete das deutsche Biotech-Unternehmen Biontech eine Partnerschaft mit Pfizer zur Herstellung und Bereitstellung eines SARS-CoV-2-Impfstoffes. Im Dezember 2020 war das Vakzin BNT162b2 der erste COVID-19-Impfstoff, welcher eine Zulassung in den USA, in der Europäischen Union und vielen anderen Ländern erhielt. Der Impfstoff wird unter anderem von Pfizer hergestellt. Im Februar 2021 wurde bekannt, dass Anwälte von Pfizer in mehreren südamerikanischen Ländern mit äußerst rüden bis erpresserischen Methoden den Versuch machten, das Interesse von Pfizer an hohen Impfstoff-Einkaufspreisen durchzusetzen, eine Befreiung von Haftungen zu erzwingen sowie künftige Zahlungen durch die Sicherungsübertragung ausländischer Werte frei von der jeweiligen Justiz zu bezwecken. Mehrere Länder verzichteten in der Folge darauf, von Pfizer Impfstoff zu beziehen, und entschieden sich für andere Lieferanten.
Durch seine COVID-19-Präparate hat Pfizer allein 2021 seinen Umsatz fast verdoppelt. Seitdem hat Pfizer einige Verträge geschlossen, um sein Produktportfolio und seine „Pipeline“ zu stärken. Im Mai 2022 gab Pfizer bekannt, das biopharmazeutische Unternehmen Biohaven Pharmaceuticals für 11,6 Milliarden US-Dollar zu kaufen. Das Portfolio von Biohaven umfasst das von der FDA zugelassene Nurtec (Rimegepant) zur akuten und präventiven Behandlung von Migräne (von der EMA als Vydura zur akuten Behandlung von Migräne bedingt zugelassen) sowie eine breite „Pipeline“ von Produktkandidaten im Spätstadium der klinischen Entwicklung. Zuvor hatte Pfizer auch Arena Pharmaceuticals für 6,7 Milliarden Dollar gekauft und angekündigt, den privaten Hersteller von Medikamenten gegen Atemwegsviren, ReViral, zu übernehmen. Pfizer verkündete im August 2022 die Übernahme des Sichelzellenanämie-Medikamentenherstellers Global Blood Therapeutics (GBT) für 5,4 Milliarden Dollar.
Im März 2023 wurde bekannt gegeben, dass Pfizer das Biotechunternehmen Seagen für 43 Mrd. Dollar übernehmen will.

## Produkte
Ausgewählte bekannte und umsatzstarke Produkte der letzten Jahre:
- Accupro (Quinapril) zur Behandlung der Hypertonie
- Aricept (Donepezil) zur Behandlung der Alzheimer-Krankheit
- Celebrex (Celecoxib) als Schmerz- und Entzündungshemmer
- Champix, ChantixTM (Vareniclin) zur Raucherentwöhnung
- Centrum, Nahrungsergänzungsmittel
- Combactam (Sulbactam) als Beta-Lactamase-Hemmer
- Detrusitol (Tolterodin) zur Behandlung von Dranginkontinenz
- Edronax (Reboxetin) zur Behandlung von Depressionen
- Eliquis (Apixaban) zur Hemmung der Blutgerinnung
- Genotropin (Somatropin) als Wachstumshormon
- Ibrance (Palbociclib) zur Behandlung von metastasiertem Brustkrebs
- Inspra (Eplerenon), in Kombination mit Betablockern zur Mortalitätssenkung bei Herz-Kreislauf-Erkrankungen
- Lyrica (Pregabalin) zur Behandlung neuropathischer Schmerzen und Epilepsie
- Neurontin (Gabapentin) zur Behandlung der Epilepsie
- Norvasc (Amlodipin) zur Behandlung der Hypertonie
- Relpax (Eletriptan) zur Akutbehandlung der Migräne
- Sortis (Atorvastatin) zur Cholesterinsenkung
- Sutent (Sunitinib) zur Behandlung von Tumorerkrankungen wie GIST und MRCC
- Tafil (Alprazolam) und Tavor (Lorazepam) zur Behandlung von Angstzuständen
- Unacid (Ampicillin + Sulbactam) als Antibiotikum
- Valoron N (Tilidin plus Naloxon) als Schmerzmittel
- Vfend (Voriconazol) als Antimykotikum
- Viagra (Sildenafil) zur Behandlung der erektilen Dysfunktion
- Vyndaqel (Tafamidis) zur Behandlung der Transthyretin-Amyloidose mit Kardiomyopathie (ATTR-CM) oder mit Polyneuropathie (ATTR-PN)
- Xalatan (Latanoprost) zur Behandlung des Glaukoms
- Zeldox (Ziprasidon) zur Behandlung der Schizophrenie
- Zithromax (Azithromycin) als Antibiotikum
- Zoloft (Sertralin) zur Behandlung von depressiven Episoden
- Zyvoxid (Linezolid) als Antibiotikum

Mit der Übernahme von Wyeth kam auch die im deutschsprachigen Raum bekannte Schmerzmittel-Marke Spalt zu Pfizer.
Bekannt wurden einige Präparate durch Marktrücknahmen und eine Einstellung der firmeninternen Forschung und der klinischen Testphasen wie etwa:
- der Cholesterinsenker Torcetrapib
- das Antibiotikum Trovan (Trovafloxacin)
- der Schmerz- und Entzündungshemmer Bextra (Valdecoxib)

Ein neuartiges Arzneimittel zur Therapie des Diabetes mellitus war das inhalative Insulinpräparat Exubera, dessen Produktion laut Pfizer-Ankündigung vom 18. Oktober 2007 aufgrund zu geringer Verkaufsraten eingestellt wurde.
Im Juni 2010 wurde das Knochenmarkkrebs-Medikament Mylotarg (Wirkstoff: Gemtuzumab ozogamicin) vom US-Markt genommen, da das im Rahmen eines beschleunigten Verfahrens in den USA zugelassene Arzneimittel, das Pfizer bei der Übernahme des Pharmakonzerns Wyeth übernommen hatte, ein ungünstiges Nutzen-Risiko-Verhältnis zeigte.
Nach Klage eines Generikaherstellers wurde Pfizer im November 2012 vom Obersten Gerichtshof Kanadas das Patent für das Potenzmittel Viagra (Sildenafil) wieder entzogen, weil die Offenlegung über die Erfindung und deren Funktionsweise nicht stattgefunden habe. Dies sei aber die Voraussetzung, um ein zeitlich begrenztes Verwertungsmonopol in Form des Patentschutzes gewähren zu können.

## Verfahren gegen Pfizer in Nigeria und den USA

### Trovan-Studie in Nigeria
Laut Angaben nigerianischer Behörden und verschiedener Organisationen testete Pfizer im Jahr 1996 das mittlerweile verbotene Antibiotikum Trovafloxacin (Trovan) an etwa 200 Kindern aus dem Umkreis von Kano (Nigeria). Mindestens fünf, nach Angaben der Behörden in Kano mehr als 50 Kinder starben durch die Wirkung des zuvor noch nicht am Menschen erprobten Mittels, während viele andere geistige und körperliche Missbildungen entwickelten. Zahlreichen Kindern wurde im Rahmen dieser Studie der Zugang zu einem erwiesenermaßen wirksamen Medikament vorenthalten.
Diese Thematik wird in dem Roman Der ewige Gärtner von John le Carré (und der gleichnamigen Verfilmung von Fernando Meirelles) aufgegriffen und verarbeitet.
Der oberste Gerichtshof in den USA ebnete im Juni 2010 die Wege für ein Entschädigungsverfahren, nachdem eine außergerichtliche Einigung zwischen Pfizer und dem Bundesstaat Kano von den Opfern abgelehnt wurde.
Der deutsche Kinderarzt und Infektiologe Juan Walterspiel, der damals bei Pfizer die pädiatrischen Studien leitete, hatte schwerwiegende Kritik an der Planung und Durchführung der Versuche geübt und eine weitere Mitarbeit verweigert. Daraufhin wurde ihm gekündigt. Ein Gerichtsverfahren wurde von der Washington Post aufgegriffen, die die Studie und ihre Fragwürdigkeit thematisierte. Pfizer besteht darauf, dass Walterspiel aus anderen, nicht genannten Gründen gekündigt worden sei und dass die Studie ethischen Normen entspreche. Zurzeit laufen mehrere Verfahren in Nigeria mit zum Teil erheblichen Schadensersatzforderungen. Zwei weitere Klagen sind von nigerianischen Eltern in den USA eingereicht worden. Die Verfahren sind im Januar 2009 in New York wieder aufgenommen worden.
Im Dezember 2010 wurden von WikiLeaks Dokumente veröffentlicht, nach denen Pfizer auch versucht hatte, den nigerianischen Staatsanwalt unter Druck zu setzen, um hohen Strafzahlungen zu entgehen.
Das Verfahren um die Studie in Nigeria wurde 2010 durch eine außergerichtliche Einigung beigelegt. Pfizer verpflichtete sich, an die Familien der an der Studie beteiligten Kinder 35 Millionen US-Dollar zu zahlen, mit weiteren 30 Millionen Gesundheitsinitiativen in Kano zu unterstützen sowie 10 Millionen für Gerichtskosten zu zahlen. Die ersten Zahlungen erfolgten 2011.

### Unlautere Werbepraktiken in den USA
Am 2. September 2009 bestätigte das Unternehmen die Zahlung von 2,3 Milliarden Dollar, um damit einen Streit mit der US-Regierung über unlautere Werbepraktiken zu beenden. Es ging unter anderem um die Werbung für das verschreibungspflichtige Schmerzmittel Bextra. Nach Berichten über starke Nebenwirkungen hatte das Unternehmen das Arzneimittel 2005 vom Markt genommen. Mit dem Vergleich werden auch zivil- und strafrechtliche Vorwürfe rechtswidriger Werbepraktiken im Zusammenhang mit den Medikamenten Zyvox, Geodon und Lyrica beigelegt.

## Pfizer in deutschsprachigen Ländern

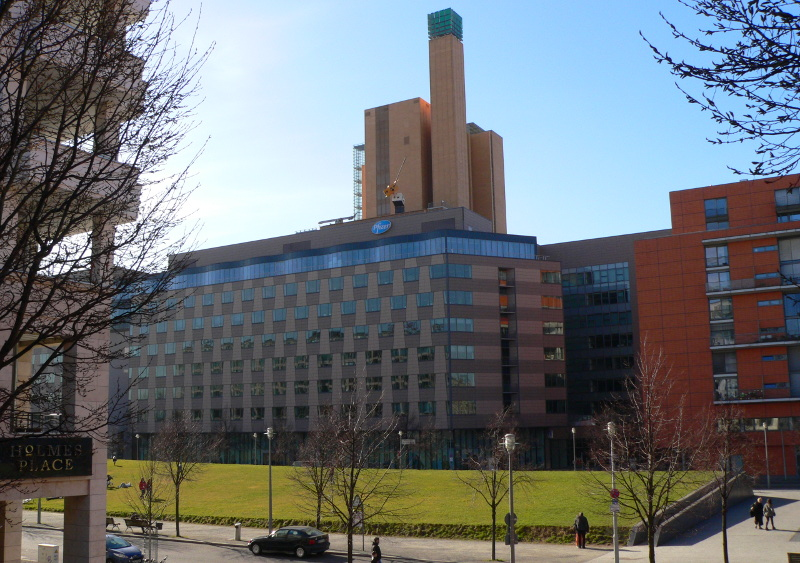
Deutsche Firmenzentrale des Pharmakonzerns Pfizer am Potsdamer Platz. Das Gebäude wurde entworfen von Arata Isozaki.

Die Firmenzentrale der Pfizer Deutschland GmbH wurde 2008 von Karlsruhe nach Berlin verlegt. Deutsche Niederlassungen befinden sich zudem in Karlsruhe und Freiburg. In Deutschland beschäftigt Pfizer rund 2500 Mitarbeiter.
In Österreich gliedert sich das Unternehmen in zwei Gesellschaften. Die Pfizer Corporation Austria Gesellschaft m.b.H. mit Sitz in Wien umfasst rezeptpflichtige Medikamente und rezeptfreie Produkte und zählt circa 250 Mitarbeiter. Am Produktionsstandort in Orth (Donau) sind rund 230 Mitarbeiter in der Pfizer Manufacturing GmbH für die Herstellung der Impfstoffe zum Schutz gegen die durch Meningokokken der Serogruppe C verursachte Meningitis (MenC) und gegen Frühsommer-Meningoenzephalitis (FSME) zuständig und tragen zur weltweiten Bedarfsdeckung bei. Für den Verkauf und Vertrieb von Medikamenten und Tierprodukten in der Schweiz ist die Niederlassung in Zürich zuständig. Im April 2010 erwarb Pfizer den OTC-Pharmahersteller Whitehall-Much.

### Pfizer Illertissen
Das Werk liegt zwischen Illertissen und Au; bis 1971 gehörte es der 1849 gegründeten Fabrik chemisch-pharmazeutischer Präparate Heinrich Mack Nachf. in Illertissen. Pfizer verkaufte den Standort zum 1. Oktober 2014 an R-Pharm, die bis auf weiteres als Lohnhersteller Medikamente für Pfizer Inc. herstellt. Vor dem Verkauf waren dies jährlich mehr als 80 Millionen Packungen fester Humanarzneimittel. Eine der Kernkompetenzen ist die Verarbeitung hochaktiver Substanzen. Auch das Raucher-Entwöhnungsmedikament Champix (Vareniclin) wird hier produziert. 2008 wurde die neue Fabrik für hochwirksame Arzneiformen mit dem ISPE Award Facility of the year ausgezeichnet.

### Pfizer Freiburg
Das ehemalige Gödecke Arzneimittelwerk wurde 2002 von Pfizer übernommen.
Das Werk Freiburg blieb nach den weltweiten Restrukturierungsmaßnahmen und Werkschließungen in den 2010er Jahren bei Pfizer erhalten. Seit 2015 wird der Standort kontinuierlich als Feststoffarzneimittelwerk ausgebaut und ist einer der größten Fertigungs- und Abpackungsstandorte im Pfizer Netzwerk. 2020 wurden hier ca. 320 Mio. Arzneimittelpackungen unterschiedlicher Medikamente (u. a. Lyrica, Sortis, Tavor, Valoron, Champix, Eliquis, Neurontin) abgepackt und weltweit versandt.
Nach Auslauf des Patents für Pregabalin 2014 werden in Freiburg fast nur noch Medikamente im Wettbewerb mit sogenannten Generika hergestellt. Bis Ende 2018 wurde die Fertigung erweitert und teilweise auf Continuous Manufacturing umgestellt. 2020 wurde ca. 3,5 Milliarden Tabletten hergestellt.
Es sind (Stand Ende 2020) ca. 1500 Mitarbeiter beschäftigt; mehr als 95 % der Arzneimittel gehen in den Export.
Der Freiburger Standort betreibt seit Oktober 2009 die damals größte Holzpelletheizanlage in Europa. Es wird damit der für die Medikamentenherstellung nötige Prozessdampf erzeugt.

### Pfizer Karlsruhe
Nach dem Umzug der Hauptverwaltung von Pfizer nach Berlin ist am Karlsruher Standort weiter die Distribution für Deutschland ansässig. Karlsruhe wird von Pfizerstandorten weltweit beliefert und versorgt mit ca. 100 Mitarbeitern Großhändler, Krankenhäuser und Apotheken.
Karlsruhe ist seit 2021 ein wichtiger Standort zur Lagerung und Distribution des bei Pfizer im belgischen Puurs hergestellten Impfstoffs gegen COVID-19.

## Geschäftszahlen
| Jahr | Umsatz in Mio. US-$ | Gewinn in Mio. US-$ | Preis je Aktie in US-$ | Angestellte |
| ---- | ------------------- | ------------------- | ---------------------- | ----------- |
| 2005 | 47.405              | 08.085              | 14,89                  |             |
| 2006 | 48.371              | 19.337              | 15,50                  |             |
| 2007 | 48.418              | 08.144              | 15,87                  |             |
| 2008 | 48.296              | 08.104              | 12,80                  |             |
| 2009 | 49.269              | 08.635              | 11,16                  |             |
| 2010 | 65.165              | 08.257              | 12,38                  |             |
| 2011 | 61.035              | 10.009              | 15,03                  |             |
| 2012 | 54.657              | 14.570              | 18,60                  |             |
| 2013 | 51.584              | 22.003              | 24,07                  | 77.700      |
| 2014 | 49.605              | 09.135              | 26,02                  | 78.300      |
| 2015 | 48.851              | 06.960              | 29,94                  | 97.900      |
| 2016 | 52.824              | 07.215              | 30,21                  | 96.500      |
| 2017 | 52.546              | 21.308              | 32,07                  | 90.200      |
| 2018 | 53.647              | 11.153              | 38,25                  | 92.400      |
| 2019 | 41.172              | 16.273              | 39,95                  | 88.300      |
| 2020 | 41.908              | 9.616               | 36,57                  | 78.500      |
| 2021 | 81.288              | 21.979              | 42,15                  | 79.000      |
| 2022 | 100.330             | 31.372              | 48,10                  | 83.000      |

## Kritik
Im Oktober 2022 kündigte Pfizer eine Preiserhöhung für seinen Covid-Impfstoff Comirnaty 2023 von rund 30 $ auf 110 bis 130 $ pro Dosis an, die in den USA ab 2023 wirksam werden dürfte. Dies bedeutet eine Vervierfachung des bisherigen Preises und einen Aufschlag von 10.000 Prozent auf die geschätzten Herstellungskosten. Die People’s Vaccine Alliance, ein Zusammenschluss von gut 100 Organisationen, die sich für kostenlose Impfstoffe einsetzen, bezeichnete die Ankündigung als „Daylight Robbery“ (Halsabschneiderei).

### Kontroversen
Eine Wissenschaftlerin reichte eine Bundesklage ein, in der sie behauptete, sich während ihrer Arbeit für Pfizer eine Infektion mit einem gentechnisch veränderten Lentivirus zugezogen zu haben, was zu zeitweiligen Lähmungen führte. Ein Richter wies den Fall mit der Begründung ab, es fehle an Beweisen dafür, dass die Krankheit durch das Virus verursacht worden sei. Die Jury entschied jedoch, dass Pfizer gegen Gesetze zum Schutz der Meinungsfreiheit und der Whistleblower verstoßen habe, indem sie die Mitarbeiterin entließ, und sprach ihr 1,37 Millionen US-Dollar zu.

### Vorwürfe der Patentverletzung der mRNA-Technologie
Im August 2022 gab Moderna bekannt, dass sie Pfizer und deren Partner BioNTech wegen Verletzung ihres Patents auf die mRNA-Technologie verklagen werden. Bisher hat noch kein Gericht eine endgültige Entscheidung getroffen.